# Rafael Bosch
Rafael Àngel Bosch i Sans (Palma de Mallorca, 5 de abril de 1959) fue consejero de Educación, Cultura y Universidades del Gobierno de las Islas Baleares.
Está licenciado en Ciencias Químicas y tiene un máster en Informática de Gestión por la Universidad de las Islas Baleares. Ha dirigido los colegios Sant Francesc (1981-1997) y Lluís Vives (1997-2011) en Palma de Mallorca.
En política, ha ocupado los siguientes cargos:
- Director del área de Participación Ciudadana del Ayuntamiento de Palma de Mallorca (1999-2003)
- Director general de Planificación y Centros educativos (2003-2007)
- Consejero del Consejo de Mallorca (2003-2011).
- Consejero de Educación, Cultura y Universidades (desde 2011 hasta 2013)